# Assa darlingtoni
Assa darlingtoni är en groddjursart som först beskrevs av Arthur Loveridge 1933.  Assa darlingtoni ingår i släktet Assa och familjen Myobatrachidae. IUCN kategoriserar arten globalt som livskraftig. Inga underarter finns listade.

## Bildgalleri

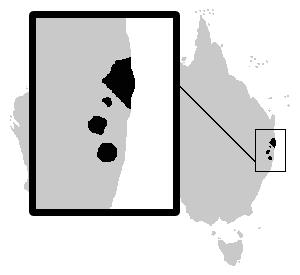
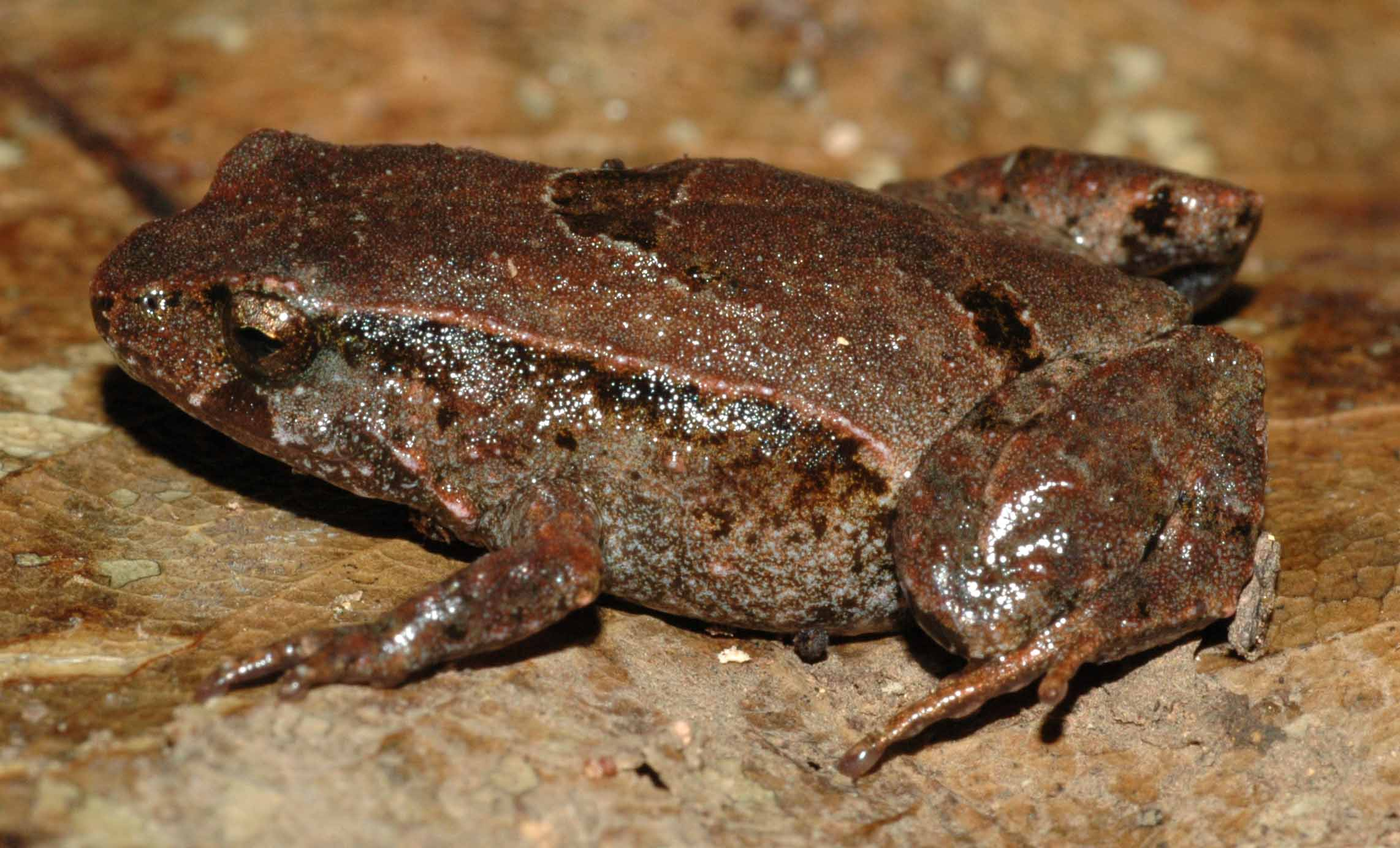
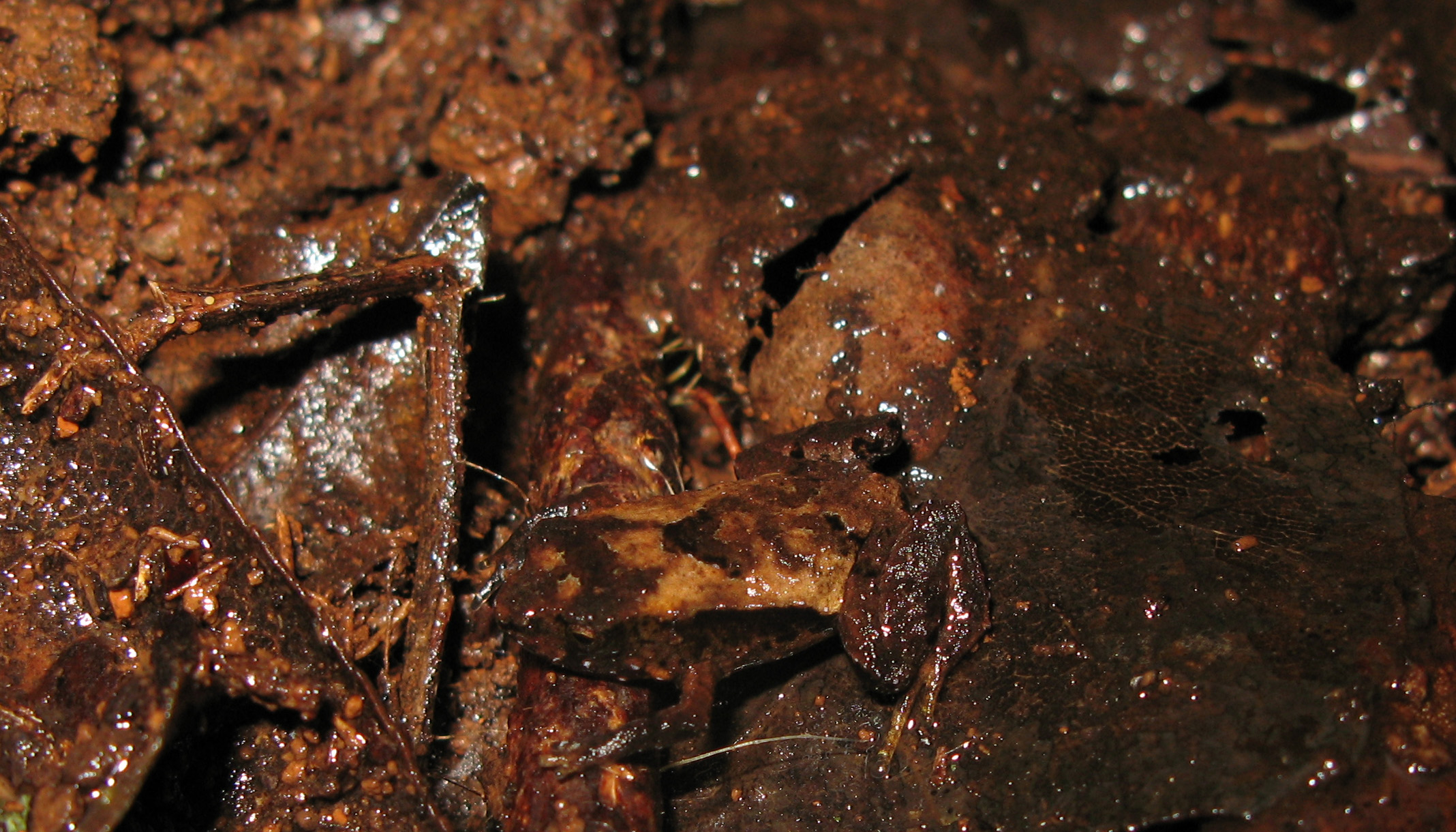